# 임병수 (1918년)
임병수(1918년 3월 15일~2001년 4월 3일)는 대한민국의 정치인이다. 제6대 국회의원을 지냈다.

## 역대 선거 결과
|  | 9.39% |

|  | 17.06% |

|  | 45.61% |